# Доня-Стубица
Доня-Стубица ( Donja Stubica) — город и муниципалитет в Хорватии, в 40 км к северо-востоку от Загреба, в северной части Медведницы. Население — 5680 человек в 10 округах муниципалитета, в самом городе проживает 2200 человека (2011). Город находится в Крапинско-Загорской жупании, которая расположена к северу от Загреба и покрывает территорию Хорватского Загорья до границы со Словенией.

## История
Доня-Стубица была основана в 1209 году венгерским королём Андрашем II в период унии Хорватии и Венгрии. В 1573 году здесь проходило хорватско-словенское крестьянское восстание под предводительством Матии Губеца.
В данном регионе родились многие светские и религиозные деятели, также здесь были обнаружены четыре археологические находки. За большое историческое значение Доня-Стубица в 1997 году получила статус города.

## Культура
Ассоциация Kajkavijana способствует сохранению и улучшению положения кайкавского наречия хорватского языка, на котором говорят живущие по берегам рек Купа и Сава, а также культурного наследия региона. Существует также Общество культуры и искусства Стубицы и несколько спортивных клубов.

## Города-побратимы
- Родгау (Германия) с 2002 года